# Eilema ankaratrae
Eilema ankaratrae är en fjärilsart som beskrevs av De Toulgoët 1954. Eilema ankaratrae ingår i släktet Eilema och familjen björnspinnare. Inga underarter finns listade i Catalogue of Life.